# Prix Marcel-Bezençon
Les Prix Marcel-Bezençon sont des récompenses annuelles décernées dans le cadre du Concours Eurovision de la chanson. Elles couronnent les meilleurs interprètes et chansons finalistes.

## Historique
Les Prix Marcel-Bezençon ont été fondés par deux anciens participants suédois au concours, Christer Björkman (qui représenta son pays en 1992) et Richard Herrey (membre du groupe Herreys qui remporta la victoire en 1984). Ils furent décernés pour la première fois en 2002, à Tallinn, en Estonie.
Les Prix ont été baptisés en l'honneur du suisse Marcel Bezençon, fondateur du concours en 1956.

## Catégories
À l'heure actuelle, il existe trois prix distincts :
- le prix de la presse, qui est décerné à la meilleure chanson, par la presse et les médias accrédités ;
- le prix de la meilleure performance artistique, qui est décerné au meilleur interprète, par les commentateurs ;
- le prix de la meilleure composition, qui est décerné à la meilleure et la plus originale composition, par les compositeurs participants.

De 2002 à 2009, le Prix de la meilleure performance artistique fut décerné par les anciens vainqueurs du concours. Mais cette pratique se heurta à des obstacles trop importants et dut être réformée. Depuis 2010, ce prix est décerné par les commentateurs.
En 2002 et 2003, fut décerné un Prix des fans, par les membres du fan club international du concours, l'Organisation générale des amateurs de l'Eurovision (OGAE). Il fut remplacé en 2004 par le Prix de la meilleure composition.
Enfin, en 2008, un prix unique, le Prix Poplight des fans, fut décerné au meilleur artiste débutant (et âgé de moins de 25 ans), par les internautes du site suédois poplight.se.

## Prix de la presse
| Année | Pays                                                  | Chanson                                               | Interprète(s)                                         | Place en finale                                       |
| ----- | ----------------------------------------------------- | ----------------------------------------------------- | ----------------------------------------------------- | ----------------------------------------------------- |
| 2002  | France                                                | Il faut du temps                                      | Sandrine François                                     | 05                                                    |
| 2003  | Turquie                                               | Everyway That I Can                                   | Sertab Erener                                         | 01                                                    |
| 2004  | Serbie-et-Monténégro                                  | Lane moje                                             | Željko Joksimović                                     | 02                                                    |
| 2005  | Malte                                                 | Angel                                                 | Chiara                                                | 02                                                    |
| 2006  | Finlande                                              | Hard Rock Hallelujah                                  | Lordi                                                 | 01                                                    |
| 2007  | Ukraine                                               | Dancing Lasha Tumbai                                  | Verka Serduchka                                       | 02                                                    |
| 2008  | Portugal                                              | Senhora do mar (Negras águas)                         | Vânia Fernandes                                       | 13                                                    |
| 2009  | Norvège                                               | Fairytale                                             | Alexander Rybak                                       | 01                                                    |
| 2010  | Israël                                                | Milim                                                 | Harel Skaat                                           | 14                                                    |
| 2011  | Finlande                                              | Da Da Dam                                             | Paradise Oskar                                        | 21                                                    |
| 2012  | Azerbaïdjan                                           | When the Music Dies                                   | Sabina Babayeva                                       | 04                                                    |
| 2013  | Géorgie                                               | Waterfall                                             | Nodiko Tatishvili et Sopho Gelovani                   | 15                                                    |
| 2014  | Autriche                                              | Rise Like a Phoenix                                   | Conchita Wurst                                        | 01                                                    |
| 2015  | Italie                                                | Grande amore                                          | Il Volo                                               | 03                                                    |
| 2016  | Russie                                                | You Are the Only One                                  | Sergueï Lazarev                                       | 03                                                    |
| 2017  | Italie                                                | Occidentali's Karma                                   | Francesco Gabbani                                     | 06                                                    |
| 2018  | France                                                | Mercy                                                 | Madame Monsieur                                       | 13                                                    |
| 2019  | Pays-Bas                                              | Arcade                                                | Duncan Laurence                                       | 01                                                    |
| 2020  | Édition annulée en raison de la pandémie de Covid-19. | Édition annulée en raison de la pandémie de Covid-19. | Édition annulée en raison de la pandémie de Covid-19. | Édition annulée en raison de la pandémie de Covid-19. |
| 2021  | France                                                | Voilà                                                 | Barbara Pravi                                         | 02                                                    |
| 2022  | Royaume-Uni                                           | Space Man                                             | Sam Ryder                                             | 02                                                    |
| 2023  | Suède                                                 | Tattoo                                                | Loreen                                                | 01                                                    |
| 2024  | Croatie                                               | Rim Tim Tagi Dim                                      | Baby Lasagna                                          | 02                                                    |
| 2025  | France                                                | Maman                                                 | Louane                                                | 07                                                    |

## Prix de la meilleure performance artistique
| Année | Pays                                                  | Interprète(s)                                         | Chanson                                               | Place en finale                                       |
| ----- | ----------------------------------------------------- | ----------------------------------------------------- | ----------------------------------------------------- | ----------------------------------------------------- |
| 2002  | Suède                                                 | Afro-dite                                             | Never Let It Go                                       | 08                                                    |
| 2003  | Pays-Bas                                              | Esther Hart                                           | One More Night                                        | 13                                                    |
| 2004  | Ukraine                                               | Ruslana                                               | Wild Dances                                           | 01                                                    |
| 2005  | Grèce                                                 | Élena Paparízou                                       | My Number One                                         | 01                                                    |
| 2006  | Suède                                                 | Carola                                                | Invincible                                            | 05                                                    |
| 2007  | Serbie                                                | Marija Šerifović                                      | Molitva                                               | 01                                                    |
| 2008  | Ukraine                                               | Ani Lorak                                             | Shady Lady                                            | 02                                                    |
| 2009  | France                                                | Patricia Kaas                                         | Et s'il fallait le faire                              | 08                                                    |
| 2010  | Israël                                                | Harel Skaat                                           | Milim                                                 | 14                                                    |
| 2011  | Irlande                                               | Jedward                                               | Lipstick                                              | 08                                                    |
| 2012  | Suède                                                 | Loreen                                                | Euphoria                                              | 01                                                    |
| 2013  | Azerbaïdjan                                           | Farid Mammadov                                        | Hold Me                                               | 02                                                    |
| 2014  | Pays-Bas                                              | The Common Linnets                                    | Calm After the Storm                                  | 02                                                    |
| 2015  | Suède                                                 | Måns Zelmerlöw                                        | Heroes                                                | 01                                                    |
| 2016  | Ukraine                                               | Jamala                                                | 1944                                                  | 01                                                    |
| 2017  | Portugal                                              | Salvador Sobral                                       | Amar pelos dois                                       | 01                                                    |
| 2018  | Chypre                                                | Eleni Foureira                                        | Fuego                                                 | 02                                                    |
| 2019  | Australie                                             | Kate Miller-Heidke                                    | Zero Gravity                                          | 09                                                    |
| 2020  | Édition annulée en raison de la pandémie de Covid-19. | Édition annulée en raison de la pandémie de Covid-19. | Édition annulée en raison de la pandémie de Covid-19. | Édition annulée en raison de la pandémie de Covid-19. |
| 2021  | France                                                | Barbara Pravi                                         | Voilà                                                 | 02                                                    |
| 2022  | Serbie                                                | Konstrakta                                            | In corpore sano                                       | 05                                                    |
| 2023  | Suède                                                 | Loreen                                                | Tattoo                                                | 01                                                    |
| 2024  | Suisse                                                | Nemo                                                  | The Code                                              | 01                                                    |
| 2025  | France                                                | Louane                                                | Maman                                                 | 07                                                    |

## Prix de la meilleure composition
| Année | Pays                                                  | Chanson                                               | Auteur(s)                                                              | Compositeur(s)                                                         | Interprète(s)                                         | Place en finale                                       |
| ----- | ----------------------------------------------------- | ----------------------------------------------------- | ---------------------------------------------------------------------- | ---------------------------------------------------------------------- | ----------------------------------------------------- | ----------------------------------------------------- |
| 2004  | Chypre                                                | Stronger Every Minute                                 | Mike Konnaris                                                          | Mike Konnaris                                                          | Lisa Andreas                                          | 05                                                    |
| 2005  | Serbie-et-Monténégro                                  | Zauvijek moja                                         | Milan Perić                                                            | Slaven Knezović                                                        | No Name                                               | 07                                                    |
| 2006  | Bosnie-Herzégovine                                    | Lejla                                                 | Fahrudin Pecikoza et Dejan Ivanović                                    | Željko Joksimović                                                      | Hari Mata Hari                                        | 03                                                    |
| 2007  | Hongrie                                               | Unsubstantial Blues                                   | Imre Mózsik                                                            | Magdi Rúzsa                                                            | Magdi Rúzsa                                           | 09                                                    |
| 2008  | Roumanie                                              | Pe-o margine de lume                                  | Andreea Andrei et Adina Şuteu                                          | Andrei Tudor                                                           | Nico & Vlad                                           | 20                                                    |
| 2009  | Bosnie-Herzégovine                                    | Bistra voda                                           | Aleksandar Čović                                                       | Aleksandar Čović                                                       | Regina                                                | 09                                                    |
| 2010  | Israël                                                | Milim                                                 | Noam Horev                                                             | Tomer Addadi                                                           | Harel Skaat                                           | 14                                                    |
| 2011  | France                                                | Sognu                                                 | Jean-Pierre Marcellesi et Julie Miller                                 | Daniel Moyne et Quentin Bachelet                                       | Amaury Vassili                                        | 15                                                    |
| 2012  | Suède                                                 | Euphoria                                              | Thomas G:son et Peter Boström                                          | Thomas G:son et Peter Boström                                          | Loreen                                                | 01                                                    |
| 2013  | Suède                                                 | You                                                   | Robin Stjernberg, Linnea Deb, Joy Deb et Joakim Harestad Haukaas       | Robin Stjernberg, Linnea Deb, Joy Deb et Joakim Harestad Haukaas       | Robin Stjernberg                                      | 14                                                    |
| 2014  | Pays-Bas                                              | Calm after the Storm                                  | Ilse DeLange, JB Meijers, Rob Crosby, Matthew Crosby et Jake Etheridge | Ilse DeLange, JB Meijers, Rob Crosby, Matthew Crosby et Jake Etheridge | The Common Linnets                                    | 02                                                    |
| 2015  | Norvège                                               | A Monster Like Me                                     | Kjetil Mørland                                                         | Kjetil Mørland                                                         | Mørland & Debrah Scarlett                             | 08                                                    |
| 2016  | Australie                                             | Sound of Silence                                      | Anthony Egizii et David Musumeci                                       | Anthony Egizii et David Musumeci                                       | Dami Im                                               | 02                                                    |
| 2017  | Portugal                                              | Amar pelos dois                                       | Luísa Sobral                                                           | Luísa Sobral                                                           | Salvador Sobral                                       | 01                                                    |
| 2018  | Bulgarie                                              | Bones                                                 | Borislav Milanov, Trey Campbell, Joacim Persson et Dag Lundberg        | Borislav Milanov, Trey Campbell, Joacim Persson et Dag Lundberg        | Equinox                                               | 14                                                    |
| 2019  | Italie                                                | Soldi                                                 | Alessandro Mahmoud                                                     | Alessandro Mahmoud, Dario "Dardust" Faini et Charlie Charles           | Mahmood                                               | 02                                                    |
| 2020  | Édition annulée en raison de la pandémie de Covid-19. | Édition annulée en raison de la pandémie de Covid-19. | Édition annulée en raison de la pandémie de Covid-19.                  | Édition annulée en raison de la pandémie de Covid-19.                  | Édition annulée en raison de la pandémie de Covid-19. | Édition annulée en raison de la pandémie de Covid-19. |
| 2021  | Suisse                                                | Tout l'Univers                                        | Gjon Muharremaj, Nina Sampermans et Wouter Hardy                       | Gjon Muharremaj, Nina Sampermans, Wouter Hardy et Xavier Michel        | Gjon's Tears                                          | 03                                                    |
| 2022  | Suède                                                 | Hold Me Closer                                        | Cornelia Jakobsdotter, David Zandén et Isa Molin                       | Cornelia Jakobsdotter, David Zandén et Isa Molin                       | Cornelia Jakobs                                       | 04                                                    |
| 2023  | Italie                                                | Due vite                                              | Marco Mengoni, Davide Petrella                                         | Davide Simonetta, Davide Petrella                                      | Marco Mengoni                                         | 04                                                    |
| 2024  | Suisse                                                | The Code                                              | Benjamin Alasu, Lasse Midtsian Nymann, Linda Dale et Nemo Mettler      | Benjamin Alasu, Lasse Midtsian Nymann, Linda Dale et Nemo Mettler      | Nemo                                                  | 01                                                    |
| 2025  | Suisse                                                | Voyage                                                | Zoë Anlna Kressler, Emily Middlemas, Tom Oehler                        | Zoë Anlna Kressler, Emily Middlemas, Tom Oehler                        | Zoë Më                                                | 10                                                    |

## Prix des fans

### Prix des fans décerné par l'OGAE
| Année | Pays     | Interprète(s)     | Chanson         | Place en finale |
| ----- | -------- | ----------------- | --------------- | --------------- |
| 2002  | Finlande | Laura Voutilainen | Addicted To You | 20              |
| 2003  | Espagne  | Beth              | Dime            | 08              |

### PrixPoplightdes fans décerné par un site internet suédois
| Année | Pays    | Interprète | Chanson    | Place en finale |
| ----- | ------- | ---------- | ---------- | --------------- |
| 2008  | Arménie | Sirusho    | Qélé, Qélé | 04              |